# Louis Jensen (forfatter)
 Der er flere personer med dette navn, se Louis Jensen.
Louis Jensen (født 19. juli 1943 i Nibe, død 4. marts 2021) var en dansk forfatter. Han var oprindeligt uddannet arkitekt, men levede af sit forfatterskab, både som børne- og voksenforfatter; Louis Jensen debuterede i 1970 med digte i tidsskriftet Hvedekorn, hvorefter han udgav en række digtsamlinger.
Hans første bog udkom i 1986 var børnebogen "Krystalmanden" og han fik i 1989 Kulturministeriets Børnebogspris, og har fået en lang række priser, og i 2002 blev han tildelt Livsvarig ydelse af Statens Kunstfond. Han modtog Frit Flet-prisen i 2016.

## Udgivelser
- Krystalmanden, 1986
- Drageflyverne og syv andre historier, Gyldendal 1987
- Tusindfuglen, Gyldendal 1987
- Hjerterejsen, Gyldendal 1988
- Det grønne spor, Gyldendal 1989
- Karl Kluges dobbelte skattejagt, Gyldendal 1990
- Plus-Four og katten-skatten, Gyldendal 1991
- Skelettet på hjul, Gyldendal 1992
- Hundrede historier, Gyldendal 1992
- Den fortryllede by, Gyldendal 1993
- Karl Kluge og ondskaben, Gyldendal 1994
- Hundrede nye historier, Gyldendal 1995
- Nøgen, Gyldendal 2000
- Hjalmars nye hat, Gyldendal 1997
- Hendes kongelige højhed Museprinsessen, Gyldendal 1998
- Et hus er et ansigt: en bog for børn om arkitektur, Gyldendal 1998
- Den kløvede mand, Gyldendal 1999
- Hundrede splinternye historier, Gyldendal 2000
- Den strandede mand, Høst & Søn 2000
- Den frygtelige hånd, Høst & Søn 2001
- De bortblæste bogstaver, Gyldendal 2001
- Flyveren, Dansklærerforeningen 2001
- Skoven, Dansklærerforeningen 2001
- Alma, Gyldendal 2003
- Hundrede firkantede historier, Gyldendal 2003
- Hør her stær! (illustration: Helle Vibeke Jensen), Høst & Søn 2004
- Tinhjerte, Høst & Søn 2004
- Hundrede meget firkantede historier, Gyldendal 2005
- Skomagerbakken, Gyldendal 2006
- Bent og den kinesiske kasse, Gyldendal 2007
- 2 kroner og 25 øre, 2010
- Kejserinden, Replikant 2011
- Halli! Hallo! Så er der nye firkantede historier, 2012
- Rejsen Til Min Far, 2012
- Hurra & velkommen!: nye firkanter (illustration: Lilian Brøgger), 2014
- "Lakridsmanden", 2017
- Vejen til Nils, 2021